# Гимн Всероссийского общества слепых
Гимн Всероссийского общества слепых утвержден 21 апреля 2008 года. Принят по результатам конкурса, проведённого в 2007 году в соответствии с уставом ВОС. На конкурс было подано 28 проектов, к участию отобрано 13. По итогам конкурса лучшим был признан вариант гимна, предложенный композитором Халиловым и поэтом Ковалёвым, причём авторы согласились внести в проект изменения по итогам конкурса. Запись гимна была проведена на ГТРК Культура в пяти вариантах исполнения.